# 선강구

선강 구의 위치

선강구(한국어: 신강구, 중국어: 神岡區, 병음: Shéngāng Qū)는 중화민국 타이중시의 시할구이다. 넓이는 71.3382km2이고, 인구는 2015년 8월 기준으로 65,116명이다.

## 지리
선강 구는 타이중 분지의 북단에 위치하고, 다두산 대지(大肚山台地)의 동쪽, 다자시(大甲渓)의 남안, 타이중시의 북서단에 위치한다. 동쪽은 펑위안 구와 서쪽은 칭수이 구와 남쪽은 다야 구 및 탄쯔 구와 북쪽은 다자시를 사이에 두고 허우리 구와 접하고 있다. 동서로 약 9.01km, 남북 약 7.61km이다.
다두산 대지상에 위치하기 때문에 지세는 약간 높고, 최고 해발은 207.2m, 최저 해발은 110m이며, 동서에 비해 중앙부가 움푹 패인 지형이다. 지질은 타이중 분지 북단의 다자시의 선상지이며 제4기 충적층으로 구성되어 있다. 대지의 충적층 이외에 대부분은 자갈과 점토가 혼합된 지층이다.
기구는 아열대 기후에 속해, 온도는 연중 차이가 적다. 연평균 기온은 22.3°C, 연 강수량은 1,800mm~2,000mm이다. 4월부터 6월에 걸쳐 우기이고 8월부터 9월에 걸쳐 태풍의 영향을 받는다.

## 역사
한족에 의한 선강 구의 개발은 주로 광동 출신자에 의해서 개발된 것에서, '새로이 열린 광대한 평원'이라는 의미로 옛 이름을 신광장(新廣莊)이라고 했다. 그 후 신광(新廣)과 신강(神岡)의 발음이 유사한 것에서, 이후 이주한 복건계 주민들 사이에 혼동 되어 후에 신강이라는 지명이 사용되었다고 생각된다.
정성공 통치 시대에 선강은 천흥주에 속했고, 그 후 청의 통치가 시작되면서 1684년, 1부 3현을 설치해, 제라현에 속했다. 1723년에 제라현이 분할되어 창화현이 설치되면서 창화현의 관할하에 놓여졌고 묘무동속동보안리사(猫霧東梀東堡岸裡社)로 개칭되어 속칭을 아하파장(阿河巴莊)이라고 했다. 옹정 말년이 되면서 광동의 장달경, 장승조 등이 대만으로 이주해, 이곳에서 대규모 개발을 실시했다. 이 때 형성된 것은 사구(만흥장), 북장, 부수(홍수두) 등이 개발되었다. 도광 22년(1842년)이 되면서 선강에 처음으로 장(莊)이 설치되고 천주인이 다수 이주해 취락을 형성했다. 1887년에 대만성이 설치되면서, 타이중 지구에 대만현이 설치되어 거기에 귀속했다. 일본에 의한 통치가 시작되면서, 선강 지구는 신코(神岡), 샤코(社口), 산카쿠시(三角仔)의 3개의 구로 분할되었지만, 1920년의 지방 제도 실시로 다이추 주 도요하라 군 신코 장(神岡庄)으로 개편되었다. 전후에 선강 향으로 개칭되어 현재에 이르고 있다.

## 교통
- 국도 1호선
- 국도 4호선